# Gianni Morandi - Live in Arena
Gianni Morandi - Live in Arena è stato un evento musicale televisivo di Gianni Morandi svoltosi all'Arena di Verona il 7 e l'8 ottobre 2013 e andato in onda in diretta su Canale 5 in prima serata. Sul palco Gianni è accompagnato dalla band e, per la prima volta nella sua storia artistica, da 100 giovani musicisti d'orchestra (Orchestra Nazionale dei Conservatori). Il direttore di questa è Leonardo De Amicis. La regia è di Roberto Cenci. Nell'estate 2020 è in onda su Canale 5 una serata con il meglio della trasmissione.

## Ospiti
Di seguito vengono riportati gli ospiti delle due serate.
Prima serata
- Fiorello
- Raffaella Carrà
- Ennio Morricone
- Riccardo Cocciante (che ufficialmente non era ospite ma solamente seduto in platea)
- Amii Stewart

Seconda serata
- Rita Pavone
- Cher
- Amii Stewart
- Noemi
- Nina Zilli
- Bianca Atzei
- Checco Zalone
- Marco Morandi

## Scaletta
Di seguito vengono riportate le scalette delle due serate.
Prima serata
- Il mondo cambierà
- Un mondo d'amore
- Vita
- Solo insieme saremo felici
- Non son degno di te
- Bella signora
- Ogni vita è grande
- Scende la pioggia
- Margherita - interpretata da Riccardo Cocciante
- Bellemilia
- Si può dare di più - duetto con Fiorello
- Se perdo anche te - duetto con Fiorello
- Occhi di ragazza
- Piazza grande (omaggio a Lucio Dalla)
- C'era un ragazzo che come me amava i Beatles e i Rolling Stones - con l'intervento nel finale di Amii Stewart
- Bella Belinda - duetto con Raffaella Carrà
- Banane e lampone - duetto con Raffaella Carrà
- Uno su mille
- C'era una volta in America - eseguita dall'orchestra guidata dal maestro Ennio Morricone
- Se non avessi più te - accompagnamento dell'orchestra guidata da Ennio Morricone
- Ho visto un film
- In ginocchio da te

Seconda serata
- Bisogna vivere
- Chimera
- Chi se ne importa
- In ginocchio da te - duetto con Rita Pavone
- Andavo a cento all'ora - duetto con Rita Pavone
- Fatti mandare dalla mamma a prendere il latte - duetto con Rita Pavone
- Se non avessi più te
- Tu che m'hai preso il cuor
- La fisarmonica - eseguita con le fisarmoniche di Castelfidardo
- Varietà
- Solo insieme saremo felici
- Il mio amico - duetto con Marco Morandi
- Bang Bang - duetto con Cher
- Io sono un treno
- Parla più piano - duetto con Nina Zilli
- Dimmi adesso con chi sei - duetto con Noemi[3]
- Grazie perché - duetto con Amii Stewart
- Un mondo d'amore
- Canzoni stonate
- Stringimi le mani
- Tenerezza
- In amore - duetto con Bianca Atzei
- Scende la pioggia

## Ascolti TV
| nº | Messa in onda  | Telespettatori | Share  |
| -- | -------------- | -------------- | ------ |
| 1  | 7 ottobre 2013 | 5.834.000      | 23,89% |
| 2  | 8 ottobre 2013 | 6.037.000      | 23,49% |